# Megumi Shigaki
Megumi Shigaki (jap. 志垣 めぐみ, Shigaki Megumi; * 21. Januar 1974) ist eine ehemalige japanische Triathletin.

## Werdegang
Megumi Shigaki war im Triathlon auf der Mittel- und Langdistanz aktiv. Im September 1998 wurde sie Dritte bei der ITU-Weltmeisterschaft auf der Triathlon-Langdistanz.
2002 wurde sie Asiatische Triathlon-Meisterin. Seit 2014 tritt sie nicht mehr international in Erscheinung.

## Sportliche Erfolge
| Datum/Jahr    | Rang | Wettbewerb                        | Austragungsort | Zeit     | Bemerkung                                                                      |
| ------------- | ---- | --------------------------------- | -------------- | -------- | ------------------------------------------------------------------------------ |
| 1. Juni 2014  | 5    | Ironman 70.3 Tokoname             | Tokoname       | 04:43:56 | [ 1 ]                                                                          |
| 9. Juni 2013  | 3    | Ironman 70.3 Tokoname             | Tokoname       | 04:38:21 | hinter Ai Ueda (1,9 km Schwimmen, 90 km Radfahren und 21,1 km Laufen)          |
| 20. März 2011 | 9    | Ironman 70.3 Singapore            | Singapur       | 04:45:15 | [ 2 ]                                                                          |
| 11. Sep. 2005 | DNS  | ITU Triathlon World Championships | Gamagori       | –        |                                                                                |
| 20. Juni 2004 | 1    | ITU Triathlon Asian Cup           | Amakusa-Inseln | 02:04:57 |                                                                                |
| 29. Sep. 2002 | 1    | ITU Triathlon Asian Championships | Murakami       | 01:00:21 | Asiatische Meisterin als Zweitplatzierte hinter der Kanadierin Sharon Donnelly |

| Datum/Jahr    | Rang | Wettbewerb                                      | Austragungsort | Zeit     | Bemerkung                                                                                                |
| ------------- | ---- | ----------------------------------------------- | -------------- | -------- | --- |
| 27. Juli 2014 | 19   | Ironman Switzerland                             | Zürich         | 10:13:55 | |
| 4. Mai 2014   | 6    | Ironman Australia                               | Port Macquarie | 10:24:57 | persönliche Ironman-Bestzeit                                                                             |
| 28. Juli 2013 | 24   | Ironman Switzerland                             | Zürich         | 10:48:11 | |
| 7. Juli 2013  | 83   | Ironman Germany                                 | Frankfurt      | 11:11:52 | Ironman-Europameisterschaft                                                                              |
| 2. März 2013  | 14   | Ironman New Zealand                             | Taupō          | 10:40:01 | |
| 10. Juli 2011 | 63   | Ironman Switzerland                             | Zürich         | 11:49:03 | |
| 21. Juni 2009 | 3    | Ironman Japan                                   | Gotō-Inseln    |          | |
| 5. Aug. 2001  | 7    | ITU Long Distance Triathlon World Championships | Fredericia     | 10:01:19 | Triathlon-Weltmeisterschaft über die Langdistanz (3,8 km Schwimmen, 180 km Radfahren und 42,2 km Laufen) |
| 15. Apr. 2001 | 1    | Strongman All Japan Triathlon                   | Miyako-Inseln  | 08:46    | Siegerin neben Péter Kropkó bei den Männern                                                              |
| 5. Sep. 1998  | 3    | ITU Long Distance Triathlon World Championships | Sado           | 06:40:40 | |

(DNS – Did Not Start)